# Jan-Luck Levasseur
Pour les articles homonymes, voir Levasseur.
 (octobre 2022).
La mise en forme du texte ne suit pas les recommandations de Wikipédia : il faut le « wikifier ».
Les points d'amélioration suivants sont les cas les plus fréquents. Le détail des points à revoir est peut-être précisé sur la page de discussion.
- Les titres sont pré-formatés par le logiciel. Ils ne sont ni en capitales, ni en gras.
- Le texte ne doit pas être écrit en capitales (les noms de famille non plus), ni en gras, ni en italique, ni en « petit »…
- Le gras n'est utilisé que pour surligner le titre de l'article dans l'introduction, une seule fois.
- L'italique est rarement utilisé : mots en langue étrangère, titres d'œuvres, noms de bateaux, etc.
- Les citations ne sont pas en italique mais en corps de texte normal. Elles sont entourées par des guillemets français : « et ».
- Les listes à puces sont à éviter, des paragraphes rédigés étant largement préférés. Les tableaux sont à réserver à la présentation de données structurées (résultats, etc.).
- Les appels de note de bas de page (petits chiffres en exposant, introduits par l'outil «  Source ») sont à placer entre la fin de phrase et le point final[comme ça].
- Les liens internes (vers d'autres articles de Wikipédia) sont à choisir avec parcimonie. Créez des liens vers des articles approfondissant le sujet. Les termes génériques sans rapport avec le sujet sont à éviter, ainsi que les répétitions de liens vers un même terme.
- Les liens externes sont à placer uniquement dans une section « Liens externes », à la fin de l'article. Ces liens sont à choisir avec parcimonie suivant les règles définies. Si un lien sert de source à l'article, son insertion dans le texte est à faire par les notes de bas de page.
- La présentation des références doit suivre les conventions bibliographiques. Il est recommandé d'utiliser les modèles {{Ouvrage}}, {{Chapitre}}, {{Article}}, {{Lien web}} et/ou {{Bibliographie}}. Le mode d'édition visuel peut mettre en forme automatiquement les références.
- Insérer une infobox (cadre d'informations à droite) n'est pas obligatoire pour parachever la mise en page.

Pour une aide détaillée, merci de consulter Aide:Wikification.
Si vous pensez que ces points ont été résolus, vous pouvez retirer ce bandeau et améliorer la mise en forme d'un autre article.
Jan-Luck Levasseur est un acteur, metteur en scène et réalisateur français.

## Biographie
Il a travaillé au théâtre avec Michel Touraille, Fabrice Michel, Sélim Alik, Jean-Luc Jeener, Jean-Yves Le Moine. Il est membre de l’Actors Studio de Paris sous la direction d’Andréas Voutsinás. Il a joué dans des registres très variés passant du comique à la tragédie en jouant tout aussi bien Feydeau, Racine, Tchekhov ou Shakespeare, que des auteurs vivants comme Nasser Talaoubrid, Évariste Fogang ou Amélie Nothomb.
Au cinéma, il a débuté dans Comme une bête pour Patrick Schulmann  puis L'Origine du monde de Jérôme Enrico et Comme un aimant d' Akenathon et Kamel Saleh. À la télévision, on aura pu le voir dans Navarro, Les Diablesses de Harry Cleven ou encore Le Proc...
Jan-Luck Levasseur est aussi réalisateur et metteur en scène (Feydeau, Nelly Clastrier, Bricaires et Lasaygues et dernièrement une adaptation personnelle du livre d’Amélie Nothomb Cosmétique de l'ennemi). Il a également été candidat du jeu télévisé Questions pour un champion.

## Filmographie

### Acteur

#### Longs métrages
- Comme une bête de Patrick Schulmann
- Comme un aimant d'Akhenaton et Kamel Saleh
- L'Origine du monde de Jérôme Enrico
- Steven et Philomène de François Lambert
- L’Art d’aimer d'Emmanuel Mouret
- Un peu, beaucoup, aveuglément de Clovis Cornillac

#### Courts métrages
- L'âme du temps d' Elina Löwensohn et Jan luck Levasseur
- Le Film 21 de Saïda Portella
- Hate me now de Yvan Chaslot.
- L’Étincelle de Pierre Folliot.
- La Maman de Lou de Charles Jappé
- Zone E de Charles Jappé
- Looking for Williams Burroughs de Jan Luck Levasseur
- Absences de Julien Esnault, Baptiste, Laurent & Steve

#### Téléfilms
- H : « Une histoire de cassette » de Jean-Luc Moreau
- Blague à part réal. François Greze
- Navarro  “Vengeance aveugle” réal. Patrick Jamin.
- Le proc “Contrat sur le proc” - réal. Alexandre Pidoux.
- Reporter 2 réal. Gilles Bannier
- Les Diablesses réal. Harry Cleven.
- Enquêtes réservées réal. Benoit d’Aubert
- Pigalle réal. Hervé Hadmar
- L'héritier réal. Jean-Luc Matthieu
- Enquêtes réservées réal. Étienne Daehé
- Caïn réal. Bertrand Arthuys

### Réalisateur
- Mauvaise rencontre court métrage.
- L’âme du Temps co-réalisé avec Elina Löwensohn  court-métrage.
- Bella B. court-métrage.
- Looking for William Burroughs court-métrage
- Alicia

### Auteur
- Juste à côté - Long métrage
- Nihil Sine Fide - Long métrage co-écrit avec Vincent Gosselin
- Bella B. - Court métrage  Meilleur réalisateur Mostra francesa de cinema do Belo Horizonte
- Alicia - Court métrage Prix du Public Mostra francesa de cinema do Belo Horizonte
- Looking for William Burroughs - Court métrage
- L'Âme du temps - Court métrage
- Mauvaise Rencontre - Court métrage
- Rêvalité - Court métrage

## Théâtre

### Comédien
- Adopte Moi .Com ! de et mes Jan Luck Levasseur - Serge Boroteau
- Un poing c'est tout de Georges de Cagliari, mes scène Sara Verron - Marc
- Voix sans issue de Georges de Cagliari, mes Sara Verron - Georges
- Henry V de William Shakespeare, mes Jean-Yves Lemoine- Henry V
- Troïlus et Cressida de William Shakespeare, mes Jean-Luc Jeener - Enée
- Cosmétique de l'ennemi d'après Amélie Nothomb, mes Jan Luck Levasseur - Textor Texel
- Mais n’te promène donc pas toute nue ! de Feydeau, mes Jan Luck Levasseur - Ventroux
- La Berlue de Bricaire et Lasaygues, mes Jan Luck Levasseur - Franck J. Harder
- Iphigénie de Jean Racine mes Sélim Alik - Achille
- Le Dindon de Feydeau mes Jan Luck Levasseur - Rédillon

### Metteur en scène
- Le Dindon de Feydeau
- La Berlue de Bricaire et Lasaygues
- Via ma vie de Nelly Clastrier
- Mais n’te promène donc pas toute nue ! de Feydeau.
- Cosmétique de l'ennemi d'après Amélie Nothomb
- A deux pas du bonheur ! de Jan-Luck Levasseur

### Auteur
- Cosmétique de l'ennemi - Pièce de théâtre d'après Amélie Nothomb
- À deux pas du bonheur - Pièce de théâtre